# ایبرتون
ایبرتون (به انگلیسی: Ibberton) یک روستا و محله مدنی در بریتانیا است که در North Dorset واقع شده‌است. ایبرتون ۱۰۱ نفر جمعیت دارد.